# Сонячні затемнення на Марсі

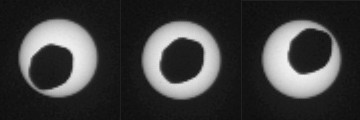
Кільцеподібне сонячне затемнення, спричинене Фобосом, знімок виконаний із марсохода «К'юріосіті» (20 серпня 2013 року).

Два супутники Марса — Фобос та Деймос — є набагато меншими, аніж супутник Землі, що значно послаблює сонячні затемнення на цій планеті.

## Затемнення, спричинені Фобосом

Проходження Фобоса, яким його зняв марсохід «Оппортьюніті» (березень 2004 р.).

Зважаючи на малий розмір Фобоса (приблизно 20 на 25 км) та його швидкий рух по орбіті, спостерігач із поверхні Марса не зміг би спостерігати сонячне затемнення довше, ніж тридцять секунд. Фобос робить один оберт орбітою Марса всього лиш за 7 годин, 39 хвилин, тоді як тривалість марсіанського дня становить 24 години 37 хвилин, а це означає, що Фобос спроможний створити два сонячні затемнення за один марсіанський день. Такі затемнення є кільцеподібними, оскільки Фобос є недостатньо великим чи близьким до Марса, аби створити повне сонячне затемнення.

## Затемнення, спричинені Деймосом
Деймос надто малий (розміром приблизно 15 на 10 км) і розташований надто далеко від Марса, аби спричинити будь-яке затемнення. Найбільше, що міг би побачити спостерігач із Марса — це проходження маленького об'єкта на фоні Сонця.

## Вид із Землі
Обидва супутники є надто малими, аби кидати тінь на планету так, щоб її можна було побачити із Землі. Однак, невдовзі після того, як перші штучні супутники були розміщені на орбіті навколо Марса, тінь Фобоса можна було побачити на знімках, які передавалися із цих супутників на Землю.